# Arkel (kwartier)
Het Land van Arkel was een van de zeven kwartieren van het markgraafschap Antwerpen. Het dient niet te worden verward met het Land van Arkel rond het Nederlandse dorp Arkel.
Tot het kwartier behoorden onder meer Rijmenam, Beerzel, Onze-Lieve-Vrouw-Waver en Berlaar.
De naam wordt niet meer gebruikt, behalve dan in een toeristische fietsroute in en rond Lier.